# 韩州
韩州，辽朝的军州。历史上，其治所——“三迁四治”。
辽圣宗并三河、榆河两州置。最初治所在辽水之侧，具体所在不详，今内蒙古自治区通辽市科尔沁左翼后旗的城五家子古城被认为是韩州最初的治所。因在辽水之侧，常苦风沙，移于白塔寨（今吉林省双辽市南双城子，一说今辽宁省昌图县西北三江口乡小塔子村塔基）。后为辽水所侵，移治柳河县（今昌图县北八面城东南二里许古城）。属东京道。
金朝皇统四年（1144年）至正隆五年（1160年）间又以非交通要冲，迁治九百奚营，后设临津县（今吉林省梨树县北偏脸城）为州治。辖境约相当今辽宁省昌图县及吉林省四平市、梨树县地。属东京路。1136年，金迁宋徽宗、宋钦宗二帝于韩州。约元中统元年（1260年）后废为韩州站。辽、金韩州古城遗址尚存。